# 流浪足球會 (1859年成立)
流浪足球會 （英語：Wanderers Football Club），前身為森林足球會（Forest Football Club），於1859年成立，是一支前英格蘭業餘足球會。他們曾在1870-80年代壟斷英格蘭足總盃，合共奪得6次冠軍，但隨箸不少球隊相繼改為效力地方球會，他們終於1887年解散。不過，有熱心團體於2009年重組這支球會，目的皆在為UNICEF籌款。